# Heimatkanal
Der Heimatkanal ist ein deutscher Fernsehsender, der vorwiegend Heimatfilme, deutsche Familienserien, Heimat-Theaterdarbietungen und Volksmusiksendungen ausstrahlt.
In dem 24-stündigen Spartenprogramm sind zum Beispiel Serien wie Forsthaus Falkenau oder Die Bergretter sowie volkstümliche Musikclips zu sehen. Einen großen Teil des Programms bilden Produktionen der ARD und des ZDF.
Das Programm wird ebenso wie der Musikkanäle Goldstar TV und der fiktionale Unterhaltungskanal Romance TV von der Mainstream Media AG des Medienunternehmers Tim Werner in Grünwald bei München produziert.
Sendestart war am 28. Juli 1996 als Spartenkanal des Digital-TV-Anbieters DF1. Am 1. Mai 2002 wurde der Kanal vorübergehend eingestellt und sein Programm innerhalb der Sender Premiere Nostalgie und Premiere Serie abgedeckt. Am 1. August 2002 startete der Heimatkanal jedoch erneut.
Der Heimatkanal wird digital über Satellit verbreitet und ist dort sowie im Kabel im Rahmen des Programmbouquets von Sky verschlüsselt zu empfangen.
Im November 2012 wurde die Ausstrahlung auf das 16:9-Format umgestellt. Neue Produktionen, wie etwa Die Bergretter und Der Bergdoktor werden seither im 16:9-Format gesendet. Ursprünglich im Bildseitenverhältnis 4:3 hergestelltes Material – was auf einen Großteil des Programmangebots zutrifft – wird jedoch mittels dynamischer Umschaltung in seinem originären 4:3-Format gesendet.
Seit November 2015 ist Heimatkanal via Satellit nur noch über den DVB-S2-Standard zu empfangen.
Zum 16. Oktober 2015 wurde der Sender einem Redesign unterzogen.
Heimatkanal ist der älteste unverändert bestehende Pay-TV-Sender in Deutschland.

## Empfang
Heimatkanal wird über Satellit in Deutschland und Österreich über Sky verbreitet. Die weiteren Empfangsmöglichkeiten lauten wie folgt:
Via Kabel:
- In Deutschland über Sky, M7, waipu und PŸUR
- In Österreich über Sky und UPC
- In der Schweiz über UPC und Teleclub

Via IPTV:
- In Deutschland über die Telekom und M7
- In der Schweiz über Swisscom / BluewinTV

Via OTT:
- In Deutschland über Zattoo, waipu.tv und M2M TV
- In Österreich über M2M TV

Im Paket Fernsehen mit Herz (gemeinsam mit Romance TV und GoldStar TV):
- Über die eigene App, Amazon, Zattoo und TV.de

Europaweit sendet Heimatkanal in Deutschland, Österreich und der Schweiz. In der Subsahara / Afrika ist das Programm über Satelio und Deukom zu empfangen.